# Plagiomyia longicornis
Plagiomyia longicornis är en tvåvingeart som beskrevs av Malloch 1938. Plagiomyia longicornis ingår i släktet Plagiomyia och familjen parasitflugor. Inga underarter finns listade i Catalogue of Life.